# La Longueville
La Longueville é uma comuna francesa na região administrativa de Altos da França, no departamento do Norte. Estende-se por uma área de 17.64 km². Em 2010 a comuna tinha 2 127 habitantes (densidade: 120,6 hab./km²).